# 홍인기
홍인기(1961년 4월 22일~)는 대한민국의 알파인 스키 선수 출신 알파인 스키 지도자로, 선수시절 1980년 동계 올림픽에 참가했다.